# 麥科恩維爾 (紐約州)
麥科恩維爾（英語：McKownville）是位於美國紐約州奧爾巴尼縣的非建制地區。

## 歷史
麥科恩維爾的郵局自1968年營運至今。

## 地理
麥科恩維爾所處的海拔為高於海平面73米（即240英呎），而該地所採用的時區為UTC-5，即北美东部时区（EST）。同時該地設有夏令時間，為UTC-5調快一小時，即UTC-4（EDT）。